# 龚自珍纪念馆
龚自珍纪念馆位于中国浙江省杭州市上城区城东小营街道马坡巷16号（今小米巷小区内），原为清末时桐乡人汪维所建小米山房，俗称小米园，清代思想家、文学家龚自珍在此出生并居住至11岁，1990年作为纪念馆对外开放。纪念馆主体建筑为中式楼房一座，面阔五间两层，两侧有耳房，前有庭院，内有池塘小桥，具有江南古典园林特色。现室内陈列有龚自珍生平图文简介、大事年表、史料、龚氏年谱、诗选和后人研究文集等。